# Type 29 SNCB
Ne doit pas être confondu avec les locomotives à vapeur du Type 29 SNCB (1875) et les électriques de la Série 29 SNCB (1949) et de la Série 29 SNCB (2010)
La Type 29 des chemins de fer belges (SNCB) était une série de locomotives à vapeur de conception américaine, acquise après la Seconde Guerre mondiale.

## Caractéristiques
L'arrangement de roues consolidation (disposition d'essieux 140, soit du nez à la cabine : un bissel doté d'un essieu porteur, puis quatre essieux moteurs disposant de roues de taille moyenne) dont elles sont équipées était prévu pour la remorque des trains lourds, ce qui n'empêchait pas leur usage sur des trains de voyageurs à arrêts fréquents.
Machine à tout faire, de conception simple (deux cylindres à simple expansion) et robuste, elles furent appréciées du personnel de conduite qui les surnommaient "jeeps". Leur carrière fut toutefois écourtée par l'abandon de la traction vapeur. 

## Seconde vie

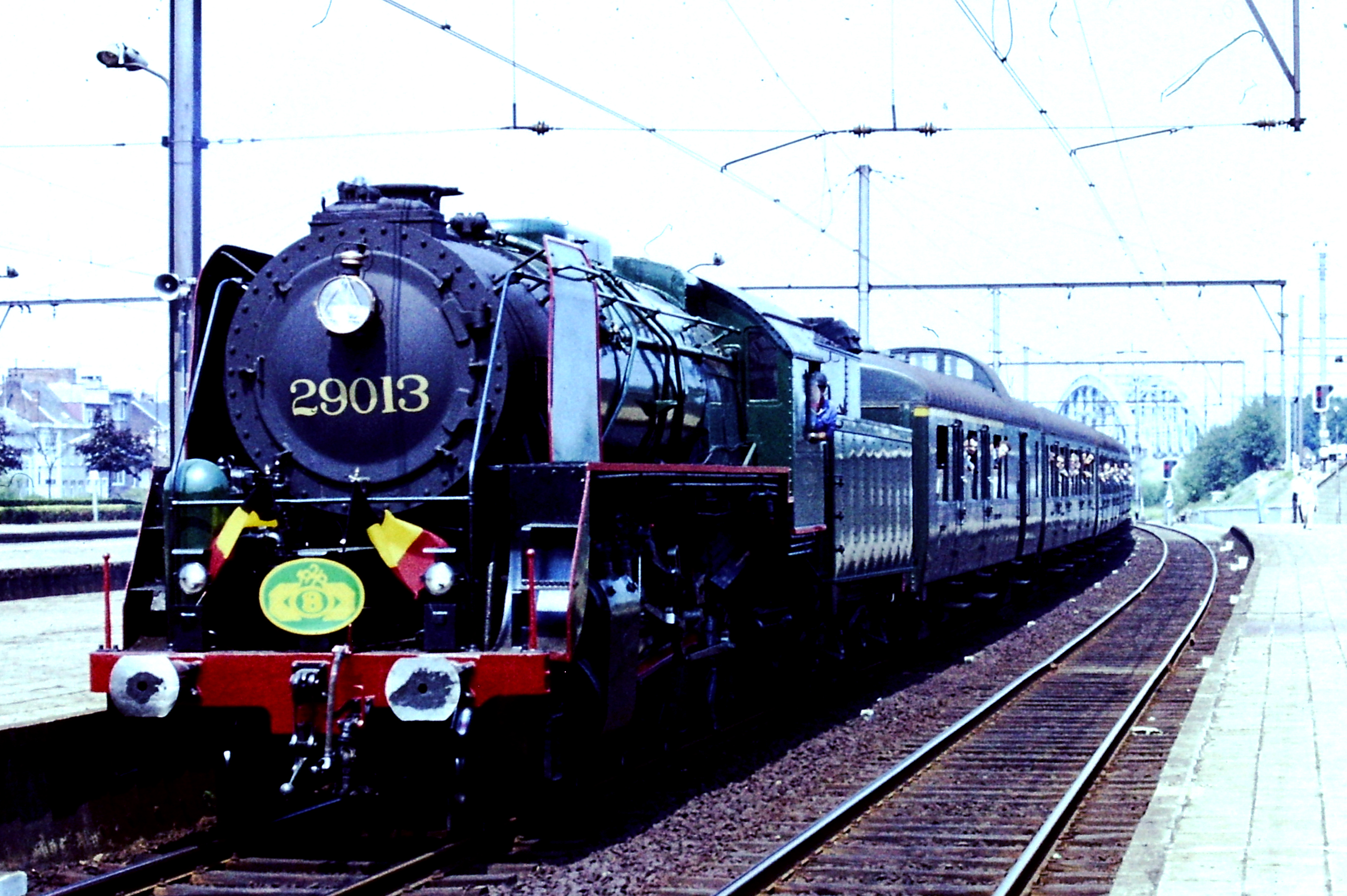
La 29.013 en 1975, encore avec sa chaudière d'origine.

- 25 exemplaires furent encore conservés une quinzaine d'années comme générateurs de vapeur. Garées sans leur embiellage en bout de voie de garage, adaptées afin de simplifier l'acheminement de vapeur, leur chaudière alimentait directement la conduite de chauffage des rames de voitures pour voyageurs K, L, M1 ou M2.
- La 29.164 (et son tender no 25.048). Construite par "Canadian Locomotive Compagny" à Kingston (Canada) en 1946, elle est mise hors service en 1966. Elle a terminé sa carrière comme générateur de vapeur (fixe) pour le chauffage des voitures à voyageurs à Haine-Saint-Pierre sous le numéro A621/204. Longtemps garée dehors, elle est en très mauvais état (épave). Elle a été préservée par le musée national Train World et garée (sous abri) à l'abri-musée de Haine-Saint-Pierre (Hainaut). Cette locomotive a été surnommée « Zaza » par son personnel d'entretien de l'époque.

### La locomotive à vapeur 29.013
Sur les 300 locomotives produites, seule la 29.013 a été conservée (en état de marche).
- Voici la liste des dépôts dans lesquels elle a fait sa carrière à la SNCB :
  - Elle commença sa carrière au dépôt de Ottignies (LT) le 8 février 1946 jusqu’en avril 1957.
  - Dépôt de Kinkempois (NK) entre avril 1957 et octobre 1960.
  - Dépôt de Louvain (FLV) entre octobre et décembre 1960.
  - Dépôt de Monceau (LNC) entre décembre 1960 et avril 1963.
  - Dépôt de Merelbeke (FKR) entre avril 1963 et février 1967.
  - Dépôt de Louvain (FLV) en février 1967.
  - Elle « sort des écritures » (radiée) en avril 1967.

Elle fut après entretenue par le patrimoine historique de la SNCB et circula encore entre 1970 et 1996, où elle fut avariée lors de la commémoration des 30 ans de la fin de la traction vapeur en Belgique.
Envoyée en révision à l'atelier vapeur de Meiningen (en Allemagne), sa chaudière fut diagnostiquée irréparable mais on finit par trouver le financement nécessaire pour la remplacer. Elle est remise en état de marche en 2003. Un groupe d'agents de conduite de la SNCB entretient la connaissance nécessaire à sa conduite.
- Elle a participé à beaucoup d'événements suivants son retour (pour en citer quelques-uns) :
  - Les "150 ans de la ligne 69" entre Courtrai et Poperinge les 5 et 6 juin 2004.
  - Les "150 ans de Bruxelles-La Hulpe" le 5 septembre 2004.
  - Les "150 ans du chemin de fer en Campine" entre Lier et Turnhout les 23 et 24 avril 2005.
  - Le "Defensiedagen Zeebrugge" le 9 juillet 2005.
  - La commémoration des 40 ans de la fin de la traction vapeur en Belgique en gare de Ath le 16 décembre 2006.
  - L'événement "J'aime le Train" en 2007.
  - Les "150 ans des Chemins de Fer Luxembourgeois" le 4 octobre 2009.
  - Les "Festival Vapeur" du "SME" (Stoomtrein Maldegem-Eeklo) en 2007 & 2019.
  - Les "Festival" du PFT (Chemin de fer du Bocq) en 2010, 2012 & 2019.
  - Les "Festival Vapeur" du CFV3V en 2008, 2013 & 2019.

Fin 2013, elle subit la révision décennale de sa chaudière et reste donc « bonne pour le service ». Mais elle n'a pu re-circuler qu'en 2019 où elle a participé à trois festival vapeur au Stoomtrein Maldegem-Eeklo, au PFT (Chemin de fer du Bocq) et au CFV3V.
Depuis fin 2019, elle est en cours de révision complète avec entre autres l'installation du système de signalisation moderne belge TBL1+ et d'un GSM-R (Global System for Mobile communications - Railway). À l'occasion de cette grande révision générale, une nouvelle équipe de conduite a été formée au sein de la SNCB (10 francophones, et 10 néerlandophones).
Elle sera (normalement) à nouveau opérationnelle pour 2026 mais elle sera uniquement autorisée à circuler sur les lignes touristiques belges (Stoomtrein Maldegem-Eeklo, Stoomtrein Dendermonde-Puurs, Chemin de fer du Bocq et CFV3V) car non homologuée pour pouvoir rouler par ses propres moyens sur le réseau Infrabel.
Un projet existait depuis 2019 pour y faire re-circuler cette locomotive à vapeur sur le réseau Infrabel sous la direction du "Musée National des Chemins de Fer Belges" (Train World) entre Bruxelles et Malines. Ce projet a été tout simplement abandonné (et annoncé officiellement via la presse écrite le 14 mai 2023), car « trop compliqué à réaliser ».